# Línea 510 (Pilar)
La línea 510 pertenece al partido de Pilar (Provincia de Buenos Aires, Argentina), operada por Pilar Bus S.A. El servicio cuenta con SUBE.

## Recorridos
- RAMAL 1: PILAR – PARQUE INDUSTRIAL X RUTA 8

IDA:Estación Pilar – Tomas Márquez – Fermín Gamboa – San Martín – Ismael Ferrarotti – Ruta N.º 8 – Arturo Frondizi – Calle 9 – Calle 8 – Calle 3.
VUELTA:Calle 3 – Calle 8 – Calle 9 – Arturo Frondizi – Ruta N.º 8 – 11 de Septiembre – Moreno – Nazarre – Estación Pilar.
- RAMAL 2: PILAR – PARQUE INDUSTRIAL X PETREL Y CLUB GALICIA (VUELTA)

VUELTA:Calle 24 – Calle 9 – Calle 12 – Arturo Frondizi – Calle 10 – Calle 9 – Arturo Frondizi – Ruta N.º 8 – 11 de Septiembre – Moreno – Nazarre – Estación Pilar.
- RAMAL 2: PILAR – PARQUE INDUSTRIAL X PETREL Y CLUB GALICIA (IDA)

IDA:Estación Pilar – Tomas Márquez – Fermín Gamboa – San Martín – Acceso Norte – Granadero Mateo Gelvez – Calle 4 – Calle 9 – Calle 10 – Arturo Frondizi – Calle 12 – Calle 9 – Calle 24.
- RAMAL 3: PILAR – KM 61

IDA:Estación Pilar – Tomas Márquez – Fermín Gamboa – San Martín – Ismael Ferrarotti – Ruta 8 – Arturo Frondizi – Calle 9 – Calle 10 – Calle 11 – Calle 12 – Calle 4 – Arturo Frondizi – Kilómetro 61.
VUELTA:Kilómetro 61 – Arturo Frondizi – Calle 12 – Calle 11 – Calle 10 – Calle 9 – Calle 4 – Arturo Frondizi – Ruta N.º 8 – 11 de Septiembre – Moreno – Nazarre – Estación Pilar.
- RAMAL 4: PILAR – PUENTE GARIN -MANUEL ALBERTI – DEL VISO

IDA:Hipólito Irigoyen y Los Olivos – Hipólito Irigoyen – Acceso Norte – Tratado del Pilar – Francisco Ramírez – Víctor Vergani – Silvio Braschi – Nazarre – Estación Pilar
VUELTA:Estación Pilar – Tomas Márquez – Ituzaingo – Estanislao López – Tratado del Pilar – Acceso Norte – Hipólito Irigoyen – Estación Manuel Alberti.
- RAMAL 5: PILAR – DEL VISO – MANUEL ALBERTI

IDA:Hipólito Irigoyen y Los Olivos – Hipólito Irigoyen – Santa Rita – Cattaneo – Tucumán – Curupaity – Santa Eulalia – Av. Madero – Lisandro de la Torre – J. R. Jiménez – Independencia – French – Valentín Gómez – Mazza – Portinari – Lisandro de la Torre – Acceso Norte – Champagnat – San Martín – El Rincón – 11 de Septiembre – Tucumán – Víctor Vergani – Silvio Braschi – Nazarre – Estación Pilar
VUELTA:Estación Pilar – Tomas Márquez – Ituzaingo – Tucumán – San Martín – Acceso Norte – Lisandro de la Torre – Portinari – Mazza – Valentín Gómez – J. R. Jiménez – Independencia – Madero – Santa Eulalia – Curupaity – Tucumán – Cattaneo – Santa Rita – Hipólito Irigoyen Y Los Olivos.
- RAMAL 6:PILAR – POR BARRIO SALAS – AV. PATRICIAS ARGENTINAS(BARRIO CUYO 2 GARIN) -Puente Garin- MANUEL ALBERTI

IDA:Manuel Alberti– Av.Hipólito Irigoyen-Puente Garin -(Garin)Av.Particias Argentinas Y Alejandro Kmo (Manuel Alberti) POR Barrio Salas -AV.Juan Bautista Ambrosetti -Acceso Norte -Ruta 26-Jumbo Pilar- Tratado del Pilar-Estanislao López – Ituzaingo– Tomas Márquez-:Estación Pilar
VUELTA:Estación Pilar – Tomas Márquez – Ituzaingo – Estanislao López – Tratado del Pilar – Acceso Norte Ruta 26 – AV.Juan Bautista Ambrosetti POR Barrio Salas-  Alejandro Kmo y Av.Particias Argentinas(Garin)-Puente Garin - Av.Hipólito Irigoyen – VUELTA :Estación Manuel Alberti
- RAMAL 7: KM 61 – FATIMA

IDA:km 61 – Arturo Frondizi – Calle 12 – Calle 9 – Calle 24 – Calle 9 – Calle 4 – Arturo Frondizi – Puente Acceso a Manzanares – Mitre – Callejón Rural – Isla Candelaria – Isla Navarino – Isla Jorge – Isla Belgrano – Quirno Costa – Colectora Ruta 8 (mano a Pilar) – Puente de Fátima.
VUELTA:Punte de Fátima – Colectora Ruta 8 (mano a Ruta N.º 6) – Arturo Frondizi – Calle 4 – Calle 9 – Calle 24 – Calle 9 – Calle 12 – Arturo Frondizi – km 61.
- RAMAL 9: PILAR – VILLA ROSA – MANUEL ALBERTI

IDA:Ruta 8 y Sócrates – Lisandro de la Torre – Jacket – Hipólito Irigoyen – Los Olivos – Hipólito Irigoyen – Santa Rita – Cattaneo – Tucumán – Curupaity – Santa Eulalia – Av. Madero – Lisandro de la Torre – J. R. Jiménez – Independencia – French – Valentín Gómez – Mazza – Portinari – Lisandro de la Torre – Acceso Norte – Caamaño – Av. Honorio Pueyrredón (Ruta N.º 25) – Hipólito Irigoyen – Rivadavia – Moreno – Av. Honorio Pueyrredón (Ruta N.º 25) – Chacabuco – Acceso Norte – Champagnat – El Rincón – 11 de Septiembre – Tucumán – Víctor Vergani – Silvio Braschi – Nazarre – Estación Pilar
VUELTA:Estación Pilar – Tomas Márquez – Ituzaingo – Estanislao López – Tratado del Pilar – Acceso Norte – Chacabuco - Av. Honorio Pueyrredón (Ruta 25) – Moreno – Rivadavia – Hipólito Irigoyen – Av. Honorio Pueyrredón (Ruta 25) – Caamaño – Acceso Norte – Valentín Gómez – Independencia – J. R. Jiménez – Lisandro de la Torre – Madero – Santa Eulalia – Curupaity – Tucumán – Cattaneo – Santa Rita – Hipólito Irigoyen – Los Olivos – Hipólito Irigoyen – Jacket – Lisandro de la Torre – Ruta 8 y Sócrates.
- RAMAL 10: VILLA ASTOLFI – PARQUE INDUSTRIAL

IDA:Santa Fe – Las Piedras – Casacuberta – Guido – Acceso Norte – Tratado del Pilar – Ramírez – Víctor Vergani – Silvio Braschi – Nazarre – Estación Pilar – Tomas Márquez – Fermín Gamboa – San Martín – Ismael Ferrarotti – Ruta 8 – Arturo Frondizi – Calle 9 – Calles transversales.
VUELTA:Calle 9 – Arturo Frondizi – Ruta 8 – Ismael Ferrarotti – 11 de Septiembre – Moreno – Nazarre – Estación Pilar – Tomas Márquez – Ituzaingo – Estanislao López – Tratado del Pilar – Acceso Norte – Guido – Casacuberta – Las Piedras – Santa Fe – Villa Astolfi.
Ramal Corto: Hasta Palmas Del Pilar desde Estación Pilar (Mismo recorrido que el Ramal 4/9)
Ramal 4 Corto: Hasta Puente "La Loma" desde Estación Pilar.
Ramal 4 corto : estacion pilar-barrio salas.